# Assembleia Nacional da Costa do Marfim
A Assembleia Nacional (em francês: Assemblée Nationale) é o órgão nacional do Poder Legislativo da Costa do Marfim. Trata-se de um parlamento unicameral composto por 255 deputados eleitos democraticamente para um mandato de 5 anos. A sede do parlamento marfinense está localizada no distrito de Plateau, em Abdijã, capital administrativa de facto do país. Foi fundada oficialmente em 31 de outubro de 1960, data que marcou o início do período histórico denominado Primeira República.
Segundo a atual Constituição do país, para eleger-se deputado(a) da Assembleia Nacional, é exigido que o(a) candidato(a) seja um(a) cidadão(ã) marfinense nato(a) com idade superior à 25 anos. Desde a eleição parlamentar de 2011, o grupo político ligado ao atual presidente da Costa do Marfim, Alassane Ouattara, detém a maioria absoluta das cadeiras do parlamento marfinense. Atualmente, o presidente da Casa é o deputado Adama Bictogo, que assumiu a função após a morte de seu antecessor, Amadou Soumahoro, em 8 de maio de 2022.

## Bancadas parlamentares
| Partido                           | Partido                                              | Votos     | %     | Cadeiras | +/– |
| --------------------------------- | ---------------------------------------------------- | --------- | ----- | -------- | --- |
|                                   | Reagrupamento de Houphouëtistas por Democracia e Paz | 1 313 886 | 49.18 | 138      | 29  |
|                                   | PCDI–EDS                                             | 441 602   | 16.53 | 50       | 50  |
|                                   | Partido Democrata da Costa do Marfim                 | 160 599   | 6.01  | 23       | 23  |
|                                   | Juntos por Democracia e Soberania                    | 118 570   | 4.44  | 8        | 8   |
|                                   | União por Democracia e Paz na Costa do Marfim        | 53 826    | 2.01  | 8        | 2   |
|                                   | Frente Popular Marfinense                            | 52 451    | 1.96  | 2        | 1   |
|                                   | Candidatos independentes                             | 509 513   | 19.07 | 26       | 50  |
| Total de votos válidos            | Total de votos válidos                               | 2 671 755 | 95.83 | –        | –   |
| Votos inválidos (brancos e nulos) | Votos inválidos (brancos e nulos)                    | 116 267   | 4.17  | –        | –   |
| Total de votos registrados        | Total de votos registrados                           | 2 788 022 | 100   | –        | –   |
| Eleitorado apto a votar           | Eleitorado apto a votar                              | 7 359 399 | 37.88 | –        | –   |